# 심발지진

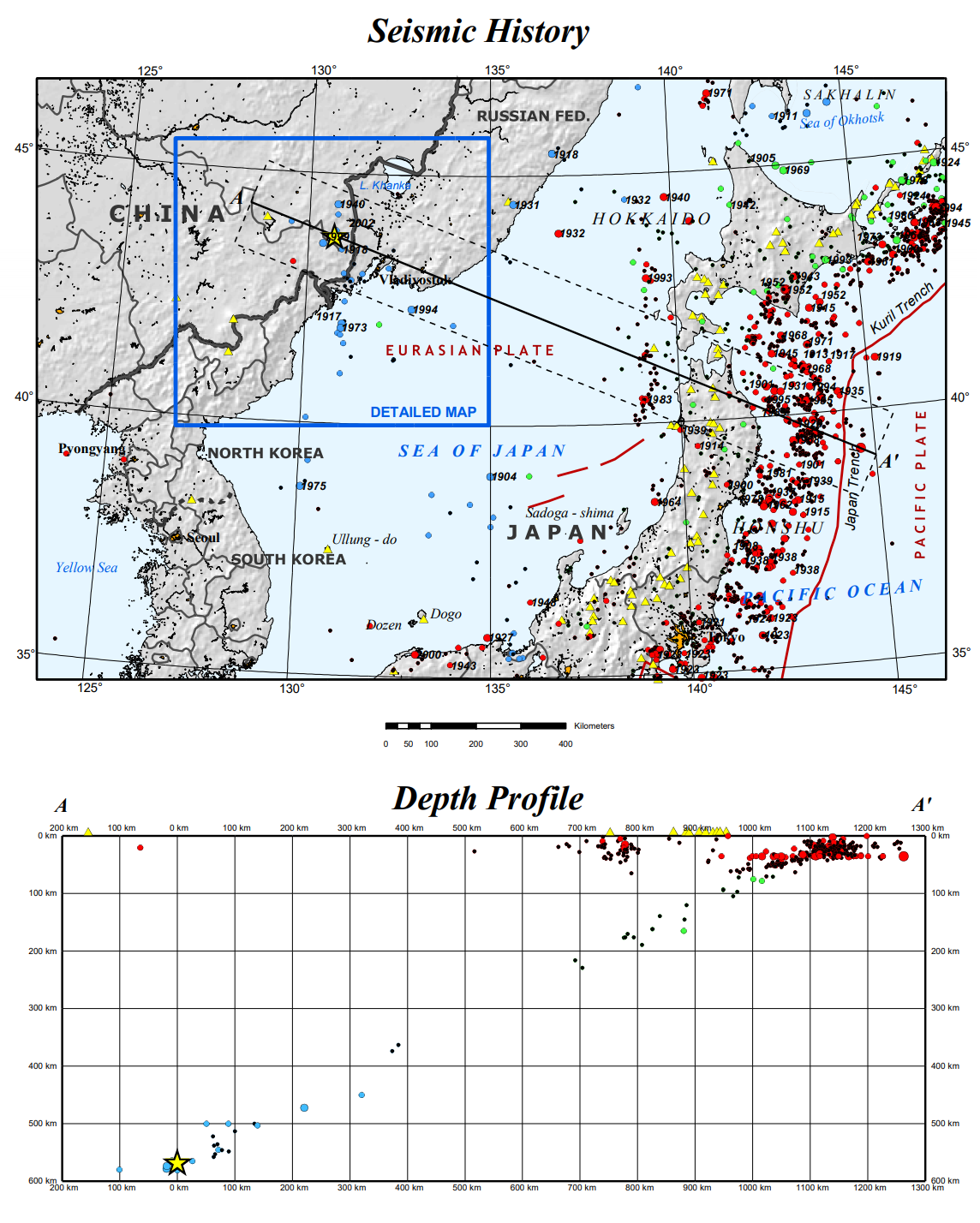
동해 주변의 지진 분포 지도. 제일 오른쪽이 섭입대인 일본 해구이다. 파란 색으로 처진 한반도 북부 해역 일대가 규모가 큰 심발지진이 자주 발생하는 훈춘-왕칭 심발지진대이다. 일본 해구에서 중국 만주로 갈수록 주요 지진의 발생 진원 깊이가 점점 깊어지는 모습(아래 그래프)를 보인다.

심발지진(深發地震, Deep-focus earthquake)이란 지하 300km 이상 또는 100km 이상의 깊은 곳의 지각간의 운동과 충돌로 인하여 발생되는 지진이다. 보통 심발지진은 침강하는 해양판 암석권과의 수렴 경계 지역인 슬래브에서 일어난다. 이는 베니오프대라고도 알려진 섭입대 아래에 있는 암석권 지역이다. 중발지진처럼 해구같은 특수한 곳에서만 일어나며, 지진의 진원지가 깊기 때문에 천발지진이나 중발지진보다 지표에 도착하는 힘도 얼마 되지 않아 가장 피해가 적다. 또 지진의 진앙지에서 가까운 곳의 지진동보다 먼 곳의 지진동이 더 강한 이상진역이라는 현상이 나타나기도 한다.

## 발견
아주 깊은 곳에서 일어나는 지진이 일어난다는 첫 주장은 1922년 허버트 핼 터너가 처음으로 그 주장을 밝혀 과학계의 이목을 끌었다. 1928년 와다치 기요는 당시 지진은 얕은 곳에서만 일어난다는 생각을 깨뜨리고 암석권 아래에서 일어나는 지진의 존재를 증명하였다.

## 특징
심발지진은 표면파가 거의 발생하지 않는다. 진원의 깊이가 매우 깊기 때문에 지진의 에너지가 표면까지 올라와 지진파를 만들어내기가 매우 어렵다. 진원에서 지진계까지 심발지진파가 이동하는 경로는 이질적인 물질이 있는 상부 맨틀과 연약한 지구의 지각을 한번씩 지나간다. 이때문에 얕은 곳에서 일어난 지진보다 실체파의 감쇠와 잔향이 적어지며 실체파의 크기가 더 크게 느껴진다.
가장 깊은 곳에서 발생한 지진은 1930-40년대 순다 해구에서 발생한 3차례의 지진으로 깊이는 680-690 km로 추정된다. 또한 2015년 오가사와라 제도 서쪽 해역 지진도 발생 깊이가 682 km로 측정되었다. 이 발생 깊이 하한은 상부 맨틀과 하부 맨틀의 경계인 전이대의 아래 경계와 거의 비슷하다.

## 물리적 발생 과정
깊이가 얕은 천발지진은 취성 파괴와 평평한 표면의 마찰 이동으로 암반에 쌓인 변형 에너지가 갑자기 방출되면서 일어난다. 하지만 심발지진이 발생하는 물리적 과정은 잘 알려져 있지 않다. 300 km 이상의 깊이에서는 압력과 온도가 매우 높아져 섭입된 암석권 암반은 취성 변형을 보이지 않고 응력에 대해 소성 변형을 보여야 한다. 심발지진의 단층핵형성과 지진파의 전파에 대한 몇 가지 물리 모형이 제안되었지만 현재까지 정확한 발생 과정은 심부 지구물리학에서 미해결 문제로 남아 있다.
아래 4개 소문단에서는 심발지진의 발생 과정을 설명하는 물리 모델 이론에 대해 설명한다. 고체-고체 상전이 이론을 제외하고 심발지진의 발생 과정에 대한 나머지 이론은 현대 과학계에서 엇비슷한 근거를 가지고 있다.

### 고체-고체 상전이
심발지진에 대해서 최초로 등장한 발생 이론은 물질이 더 높은 밀도와 작은 부피로 상전이되면서 순간 폭축이 일어나 흔들린다는 설이다. 감람석-첨정석 상전이는 깊이 410 km 지점에서 발생하는 것으로 추정된다. 고체-고체 상전이 이론에 따르면 410 km 이상 깊이로 침강한 해양판 암반의 준안정 상태 감람석이 급격하게 첨정석으로 상전이하는 과정이 발생한다. 이 반응으로 암반이 급격하게 밀도가 늘어나 폭축을 일으켜 지진을 일으킨다는 가설이다. 하지만 이 이론으로는 심발지진에서 나타나는 모멘트 텐서 지진면해의 뚜렷한 등방성 해를 설명할 수 없기 때문에 대부분 지지를 받지 못하고 있다.

### 탈수 취화
물의 비중이 높은 광석에서 탈수 반응이 일어나면 침강한 해양 암반의 슬래브의 공극수압이 증가한다. 여기서 슬래브의 유효 정상응력이 감소하고 일반적으로 가능한 정도보다 훨씬 더 깊은 곳에서 기존 단층면이 미끄러지는 일이 발생할 수 있다. 몇몇 연구자들은 대부분의 탈수 반응이 깊이 150-300 km(5-10 GPa)에 해당하는 깊이에서 발생 현상이 완료되므로 이 방식으로는 깊이 350 km 이상의 지진 활동은 설명할 수 없다고 주장하고 있다.

### 변형단층 혹은 안티크랙 단층
변형단층(Transformational faulting)은 안티크랙 단층(anticrack faulting)이라고도 하며 고운 결의 전단대에서 전단응력에 반응해 광물이 더 높은 밀도의 상으로 상전이되는 현상을 말한다. 이런 변형은 최대 전단 응력 평면을 따라 일어난다. 또한 이런 단층면을 따라 급속 전단 현상이 발생해 천발지진과 비슷한 매커니즘으로 지진이 발생할 수 있다. 온도에 따라 다르지만 대략 320-410 km 깊이에서 준안정 감람석이 감람와즐레이트로 전이되는 현상이 대표적인 불안정 단층화 현상의 후보이다. 이 가설에 대한 반론으로는, 위의 이론이 맞기 위해선 단층 발생 지역이 매우 차가워야 하며, 광물에 수산화기 결합이 거의 없어야 한다는 조건이 있어야만 가능하다. 온도가 더 높아지거나 수산화기 결합이 더 많다면 감람석이 가장 깊은 지진 발생 깊이 전까지 계속 안정적으로 유지된다.

### 전단 불안정 및 열폭주
전단 불안정은 소성 변형으로 발생되는 열이 전도되어 빠져나가는 속도보다 더 빠르게 쌓일 때 발생한다. 그 결과 전단 영역 내부가 가열되고 물질이 약화되며 이 때문에 국소적인 변형이 더 강해져 열이 더 쌓이는 양성 피드백 루프 현상인 열폭주가 발생한다. 암석의 약화가 계속되면 최대 전단 응력 영역을 따라 부분적인 용융 현상이 발생할 수 있다. 지진을 유발하는 소성 전단 불안정은 자연상에서 기록되지 않았으며, 실험실의 연구에서도 이를 보인 적은 없었다. 따라서 심발지진과 전단 불안정의 관계는 단순화한 물질 특성과 유동학을 사용해 물리 법칙을 모델링하는 수학 모델에서만 확인되었다.

## 심발지진대의 예시

### 주요 지진대

#### 동아시아 및 서태평양
태평양판과 오호츠크판, 필리핀해판이 만나는 경계 지역은 전 세계에서 심발지진이 가장 활발하게 발생하는 지역으로 규모 Mw8.3의 2013년 오호츠크해 지진을 비롯해 수많은 대지진이 발생했다. 또한 태평양판이 오호츠크판 아래로 섭입하면서 발생하는 심발지진대로 훈춘-왕칭 심발지진대가 있다. 이런 심발지진은 전부 맨틀 깊숙히 섭입되어 밀려난 태평양판의 내부 응력으로 발생한다.

#### 필리핀
필리핀해판과 순다판의 경계는 대부분 섭입대이며 이 단층으로 필리핀 지역이 부분적으로 융기하고 있다. 필리핀해판이 섭입해 들어가면서 지표 아래 깊이 675 km 지점에서까지 심발지진을 일으킨다. 필리핀 지역의 대표적인 심발지진으로 규모 Mw7.7의 1972년 심발지진이나 규모 Mw7.6, 7.5, 7.3 3차례 일어난 2010년 민다나오 지진이 있다.

#### 인도네시아
오스트레일리아판은 순다판 아래로 섭입하면서 인도네시아 남부 지역을 융기시키며, 계속 섭입한 판은 깊이 675 km 깊이까지 심발지진을 일으킨다. 대표적인 이 지역의 심발지진으로 규모 Mw7.9의 1996년 지진과 Mw7.5의 2007년 지진이 있다.

#### 파푸아뉴기니, 피지, 뉴질랜드
세계에서 가장 활발한 심발지진이 활동이 일어나는 곳은 태평양판이 오스트레일리아판, 통가판, 케르마데크판 아래로 섭입해서 만들어진 섭입대이다. 이곳에서는 지구상 가장 깊은 곳인 깊이 735 km 이상 깊이에서도 지진 활동이 기록되었다. 섭입대의 면적이 매우 넓어 파푸아뉴기니에서 피지, 뉴질랜드를 중심으로 광범위한 지역에 심발지진이 발생하지만 판의 충돌 각도상 피지와 뉴질랜드 사이 지역의 지진이 제일 활발하며 거의 매일 규모 M4.0 이상의 지진이 발생한다. 이 지역에서 발생한 대표적인 심발지진으로 규모 Mw8.2, 7.9 2차례 일어난 2018년 피지 지진과 규모 Mw7.8의 1919년 지진이 있다.

#### 안데스 지역
남아메리카판 아래로 섭입하는 나스카판은 안데스산맥을 형성시켰을 뿐더러 콜롬비아, 페루, 브라질, 볼리비아, 아르헨티나, 심지어는 파라과이 동쪽까지 깊은 곳에 여러 개의 심발단층대를 만들었다. 이 지역에서는 깊이 최대 670 km 정도 아래 깊이까지 심발지진이 자주 발생한다. 이 지역에서 일어난 주요 심발지진으로는 규모 M8.2의 1994년 볼리비아 지진, M8.0의 1970년 콜롬비아 지진, M7.9의 1922년 페루 지진 등이 있다.

### 기타 지진대

#### 스페인 그라나다
스페인 그라나다 지역은 대략 깊이 600-630 km 지점에서 현대사에 여러 차례 기록할 만한 강진이 발생했다. 대표적인 지진으로 1954년 규모 M7.8의 지진, 2010년 M6.3의 지진이 대표적이다. 하지만 스페인은 알려진 섭입대가 주변에 없기 때문에 계속되는 이 심발지진의 원인은 아직까지 밝혀지지 않았다.

#### 티레니아해
이탈리아 서부의 티레니아해에는 최대 깊이 520 km 지점에서 심발지진이 다수 발생한다. 하지만 깊이 100 km 이내에서는 지진이 거의 일어나지 않으며 대부분의 지진이 250-300 km 깊이 지점에서 발생한다. 티레니아해에는 천발지진이 발생하지 않기 때문에 이 심발지진은 약 1,500만년 전 섭입을 시작해 약 1,000만년 전 완전히 섭입이 끝나 지구 속으로 사라진 고대의 섭입대 때문에 발생하는 지진으로 추정된다. 계산된 섭입 속도를 볼 때 섭입의 원인은 아프리카판과 유라시아판 사이의 섭입일 가능성은 낮으며 유라시아판의 내부 응력으로 발생한 미소판의 섭입으로 보이며 이는 인근에 있는 에게해판과 아나톨리아판 소판의 섭입과도 연관성이 있다.

#### 아프가니스탄
아프가니스탄 동북부에서는 최대 깊이 400 km의 중규모 지진이 자주 발생한다. 이 심발지진은 인도판이 유라시아판과 충돌하고 섭입하면서 발생하며, 판이 가장 깊게 섭입된 지점을 중심으로 심발지진이 발생한다.

#### 사우스샌드위치 제도
남아메리카와 남극 사이에 있는 섬인 사우스조지아 사우스샌드위치 제도에서는 최대 320 km 지점에서 심발지진이 다수 발생한다. 이 지진은 남아메리카판이 사우스샌드위치판 아래로 섭입하면서 발생한다.

### 주요 심발지진
기록된 지진 중 가장 큰 규모의 심발지진은 2013년 깊이 609 km 지점에서 발생한 규모 M8.3의 오호츠크 지진이다. 현재까지 가장 깊은 곳에서 발생한 지진은 2004년 깊이 735.8 km에서 발생한 규모 M4.2의 바누아투 지진이다. 하지만, 확인되지 않았으나 일부 문헌에서는 2015년 오가사와라 제도 서쪽 해역 지진의 여진 중 하나를 깊이 751 km 지점에서 발생했다고 말하고 있다.

## 같이 보기
- 천발지진
- 중발지진
- 슬래브 내부 지진
- 이상진역